# Luleå
Luleå  (Luleju in sami settentrionale, Julevu in sami di Lule, Luulaja in finlandese) è una città svedese, capoluogo della provincia settentrionale di Norrbotten e della municipalità omonima. Con i suoi 46 000 abitanti, è la seconda città della Svezia del nord per dimensione, dopo Umeå.

## Storia
Luleå era un porto molto importante già tra il XIII e il XV secolo. Ottenne il riconoscimento di città nel 1621 dal re Gustavo II Adolfo di Svezia. La città in principio era situata laddove oggi è situata la Città Vecchia (Gammelstad). La città fu trasferita nella sua collocazione attuale (una decina di chilometri più a sud) nel 1649, a causa dell'abbassamento del livello del mare. Nel XVIII secolo fu visitata da Linneo, che ne fece un'accurata descrizione durante il suo viaggio in Lapponia.
Devastata spesso dai russi, Luleå all'epoca della marineria a vela era un grande centro della cantieristica navale. Alla fine del XIX secolo, per il suo sviluppo fu decisivo lo sfruttamento delle miniere di ferro locali e la ferrovia che ancora oggi la tiene in collegamento con l'estremo nord del paese e con la Norvegia. Nel 1887 un devastante incendio distrusse il centro storico, mentre il resto della città fu risparmiato. La cattedrale neogotica, costruita nel 1893, è l'edificio più alto della città con 67 metri. Il villaggio della chiesa di Gammelstad dal 1996 è un patrimonio dell'umanità dell'UNESCO.

## Geografia fisica
La città di Luleå è situata su una penisola che si affaccia sul Golfo di Botnia; la baia si estende verso nord-ovest ed in essa sfocia il fiume Lule, che è navigabile ed attraversa tutta la contea. Luleå ha anche aree urbane costruite sull'isola di Hertsön che, grazie alla posizione della città, è la settima più popolata della Svezia.
Il porto di Luleå - il quinto più grande del paese, che trasporta più di sette milioni di tonnellate di merci all'anno - è di particolare importanza per il trasporto dei minerali ferrosi. Durante l'inverno, il traffico marittimo non subisce particolari disagi grazie all'ausilio di navi rompighiaccio.

### L'arcipelago
L'arcipelago di Luleå è composto da oltre 800 isole. La sua area si estende dal confine tra la contea di Norrbotten e quella di Västerbotten fino al confine tra Svezia e Finlandia. Nonostante le isole più grandi siano abitate tutto l'anno - si tratta soprattutto di piccoli villaggi di pescatori -, sono animate soprattutto a luglio, che in Svezia è il mese delle vacanze e delle ferie. La destinazione più facilmente raggiungibile da Luleå è Klubbvikken: si trova sull'isola di Sandön, dalla composizione prevalentemente sabbiosa.

### La riserva naturale di Bälinge
16 km a nord-ovest di Luleå si estende la riserva naturale di Bälinge, che occupa la riva occidentale del fiume, di fronte a Gammelstad. Essa è ricoperta da boschi con pini secolari e diverse specie di orchidee.

### Clima
Luleå ha un clima subartico con estati brevi e miti ed inverni lunghi, gelidi e nevosi.
Durante il corso dell'anno la temperatura in genere varia tra i −16 °C e i 20 °C, con temperature molto raramente al di sotto dei −25 °C e al di sopra dei 24 °C. In particolare, la stagione calda dura da giugno a inizio settembre, mentre la stagione fredda va dagli ultimi giorni di novembre a metà marzo.
La durata del giorno, invece, cambia in modo significativo nel corso dell'anno. Luleå è estremamente vicina al Circolo polare artico, ad una latitudine appena più meridionale di esso. Questo si tradurrebbe in genere con l'assenza di fenomeni come il sole di mezzanotte in estate e la notte polare in inverno; tuttavia, a causa del fenomeno della rifrazione, il sole di mezzanotte può essere visto anche da regioni circa un grado al di sotto del circolo polare (come, appunto, Luleå), anche se il sole non è visibile all'orizzonte, mentre la notte polare è comunque illuminata, seppure in minima parte e il disco solare non si veda all'orizzonte a causa del medesimo fenomeno.
Per quanto invece riguarda le precipitazioni, bisogna dire che le più comuni sono ovviamente la neve e la pioggia. I temporali a Luleå sono insoliti ed avvengono sempre d'estate, ma ciò non vuol dire che a Luleå non ce ne siano mai. Durante l'inverno, invece, è chiaramente la neve l'unica forma di precipitazione, che spesso però cade con una certa violenza. Gli accumuli nevosi giungono ogni anno ad una profondità media di circa 59 cm, anche se può capitare che in alcuni anni particolarmente nevosi si superino gli 80 cm.
Infine, per quanto riguarda il vento, esso va in genere dai 3 nodi (Bava di vento secondo la Scala di Beaufort) ai 16 nodi (Vento moderato secondo la stessa scala), superando raramente i 21 (Vento teso). Nella maggior parte dei casi, il vento soffia da sud, da nord-ovest e da nord.
| Clima di Luleå               | Clima di Luleå | Clima di Luleå | Clima di Luleå | Clima di Luleå | Clima di Luleå | Clima di Luleå | Clima di Luleå | Clima di Luleå | Clima di Luleå | Clima di Luleå | Clima di Luleå | Clima di Luleå | Clima di Luleå | Clima di Luleå |
| Temperature                  | Temperature    | Temperature    | Temperature    | Temperature    | Temperature    | Temperature    | Temperature    | Temperature    | Temperature    | Temperature    | Temperature    | Temperature    | Temperature    | Temperature    |
| Mese                         | Gen            | Feb            | Mar            | Apr            | Mag            | Giu            | Lug            | Ago            | Set            | Ott            | Nov            | Dic            |                | Media          |
| ---------------------------- | -------------- | -------------- | -------------- | -------------- | -------------- | -------------- | -------------- | -------------- | -------------- | -------------- | -------------- | -------------- | -------------- | -------------- |
| Massime medie °C             | -8             | -8             | -2             | 3              | 10             | 17             | 19             | 17             | 12             | 6              | -1             | -5             |                | 5              |
| Media °C                     | -12            | -12            | -6.5           | -0.5           | 6              | 12.5           | 15             | 13.5           | 8.5            | 3.5            | -4             | -9             |                | 1.2            |
| Medie minime °C              | -16            | -16            | -11            | -4             | 2              | 8              | 11             | 10             | 5              | 1              | -7             | -13            |                | -15            |
| Precipitazioni e ore di sole |                |                |                |                |                |                |                |                |                |                |                |                |                |                |
| Mese                         | Gen            | Feb            | Mar            | Apr            | Mag            | Giu            | Lug            | Ago            | Set            | Ott            | Nov            | Dic            |                | Totale         |
| Pioggia mm                   | 34             | 30             | 31             | 29             | 32             | 37             | 46             | 64             | 63             | 46             | 51             | 45             |                | 508            |
| Ore di sole                  | 0              | 28             | 93             | 150            | 248            | 300            | 279            | 186            | 124            | 60             | 30             | 0              |                | 1498           |
|                              |                |                |                |                |                |                |                |                |                |                |                |                |                |                |

## Economia

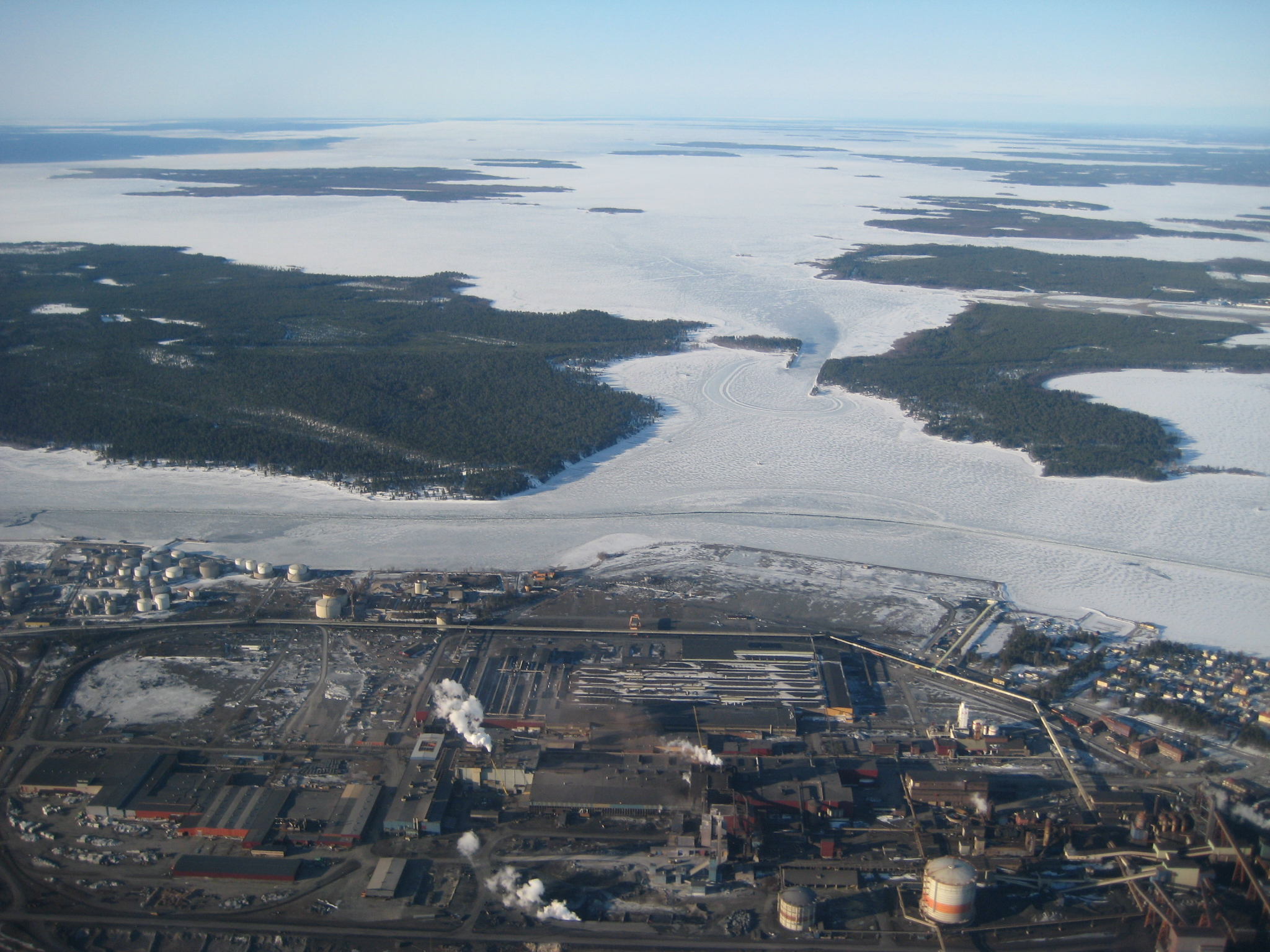
Distretto industriale di Luleå.

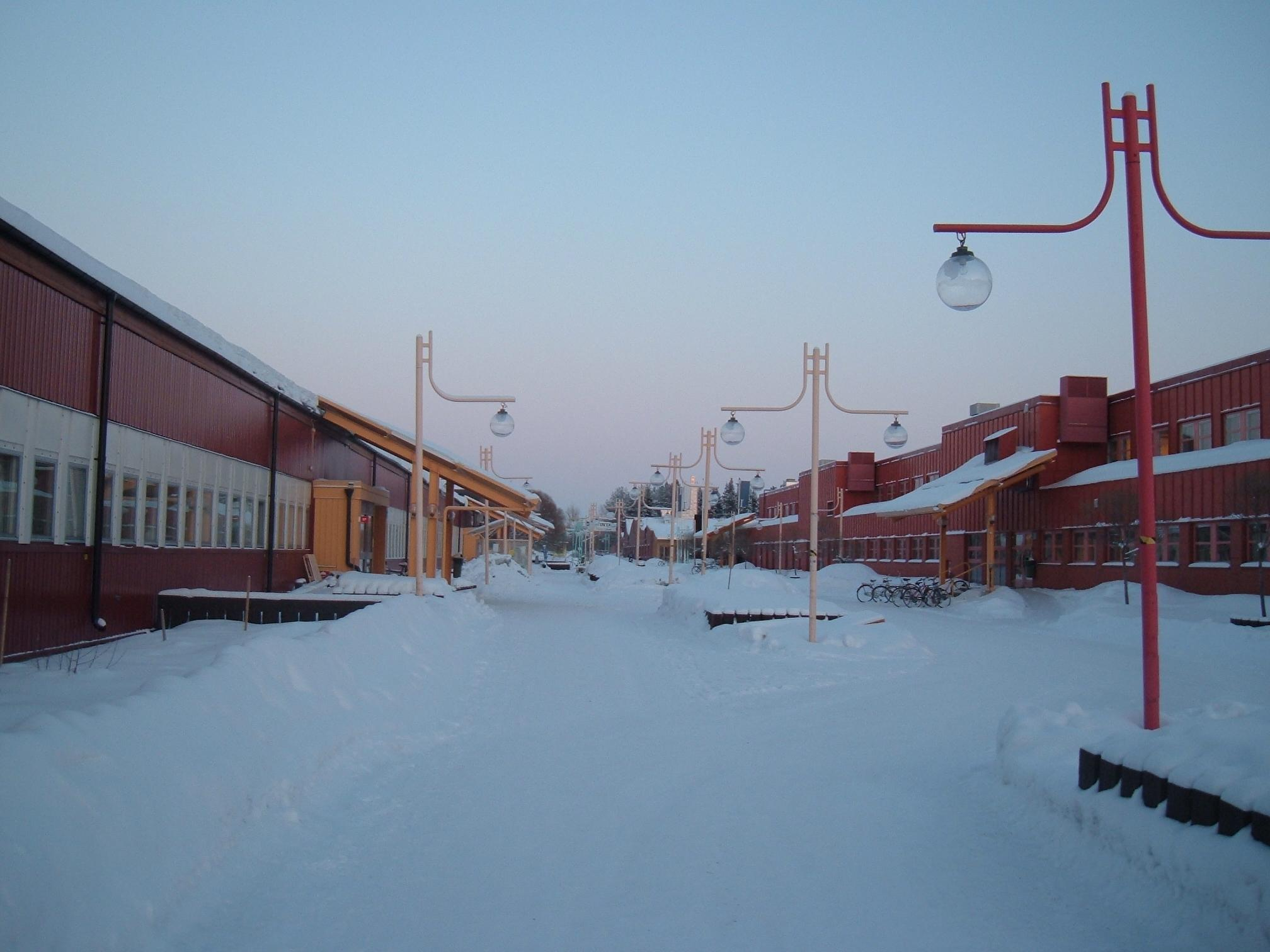
Luleå University of Technology.

Luleå ha una vocazione industriale con prevalenza del settore legato all'acciaio. Nel corso del tempo l'economia della zona si è differenziata e particolarmente importante è il ruolo legato alla ricerca ed innovazione. Nel 1971 fu istituita la Luleå University of Technology, che nel 2008 occupava circa 2 000 persone e contava più di 6 000 studenti. Insieme all'università, anche il centro siderurgico attira un gran numero di lavoratori, in modo tale che l'università e il centro diano il lavoro alla maggior parte della gente in città.
Grazie alla forte produzione elettrica tramite l'idroelettrico e alle basse temperature legate al clima subartico, Luleå si sta affermando come polo per i data center (i server sempre attivi necessitano di essere costantemente raffreddati). In particolare, la città è stata scelta da Facebook come sede del suo primo data center fuori dagli Stati Uniti d'America. Le costruzioni sono iniziate nel 2012 e sono terminate nel 2014.

## Monumenti e luoghi d'interesse
Luleå è sede del villaggio della chiesa di Gammelstad, riconosciuto dall'UNESCO come patrimonio dell'umanità. La città è anche sede dell'Università Tecnologica di Luleå, di un aeroporto, ed è collegata anche dalla Strada Europea E10, di cui rappresenta il punto terminale orientale. Grazie all'università, ogni anno molti studenti Erasmus trascorrono alcuni mesi in questa città.
Luleå è sede dell'omonima diocesi per la chiesa di Svezia e nella città sorge la cattedrale di Luleå, edificio in stile neogotico risalente al 1893.
Vi si è svolta l'edizione 2008 del festival Liet-Lávlut.

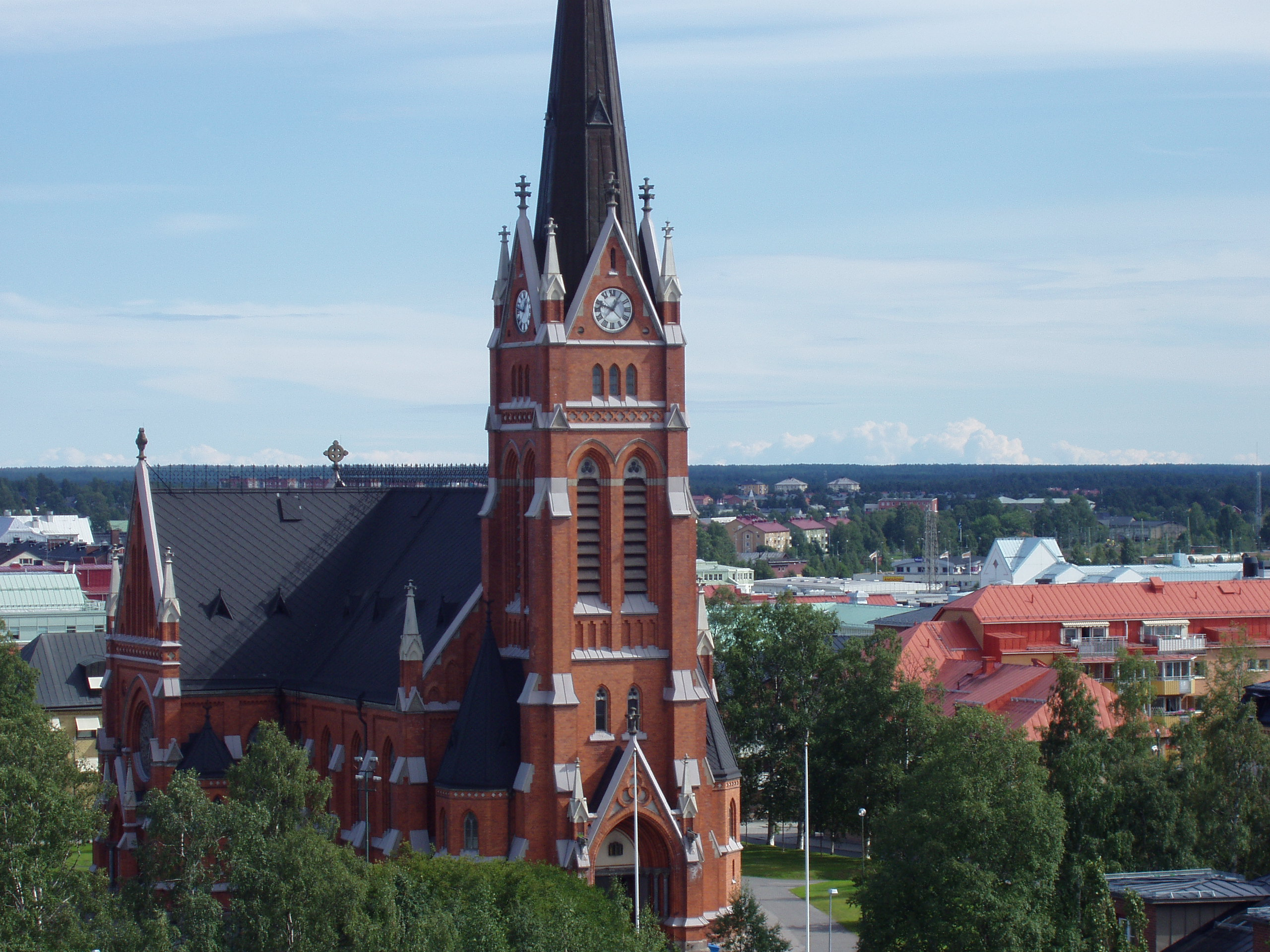
La cattedrale

## Cultura

### Istruzione

#### Musei
- Museo di Norrbottens, che mira a preservare e trasmettere la storia culturale di Norrbotten.

### Media

#### Stampa
I giornali più antichi e diffusi di Luleå sono:
- Norrbottens-Kuriren (giornale ufficiale del Partito Moderato), a diffusione regionale e fondato nel 1861
- Norrländska Socialdemokraten (giornale dall'orientamento politico socialdemocratico), a diffusione regionale e fondato nel 1918

## Infrastrutture e trasporti
Gli autobus locali sono gestiti da Luleå LLT.
Il sistema ferroviario prevede collegamenti dalla stazione centrale di Luleå con la città di Narvik, sulla costa norvegese, tramite la linea della Malmbanan. Luleå è collegata anche con il resto della Svezia tramite la linea che la collega a Stoccolma.
L'aeroporto di Luleå ha la pista d'atterraggio più lunga del paese e serve circa un milione di passeggeri all'anno.

## Sport

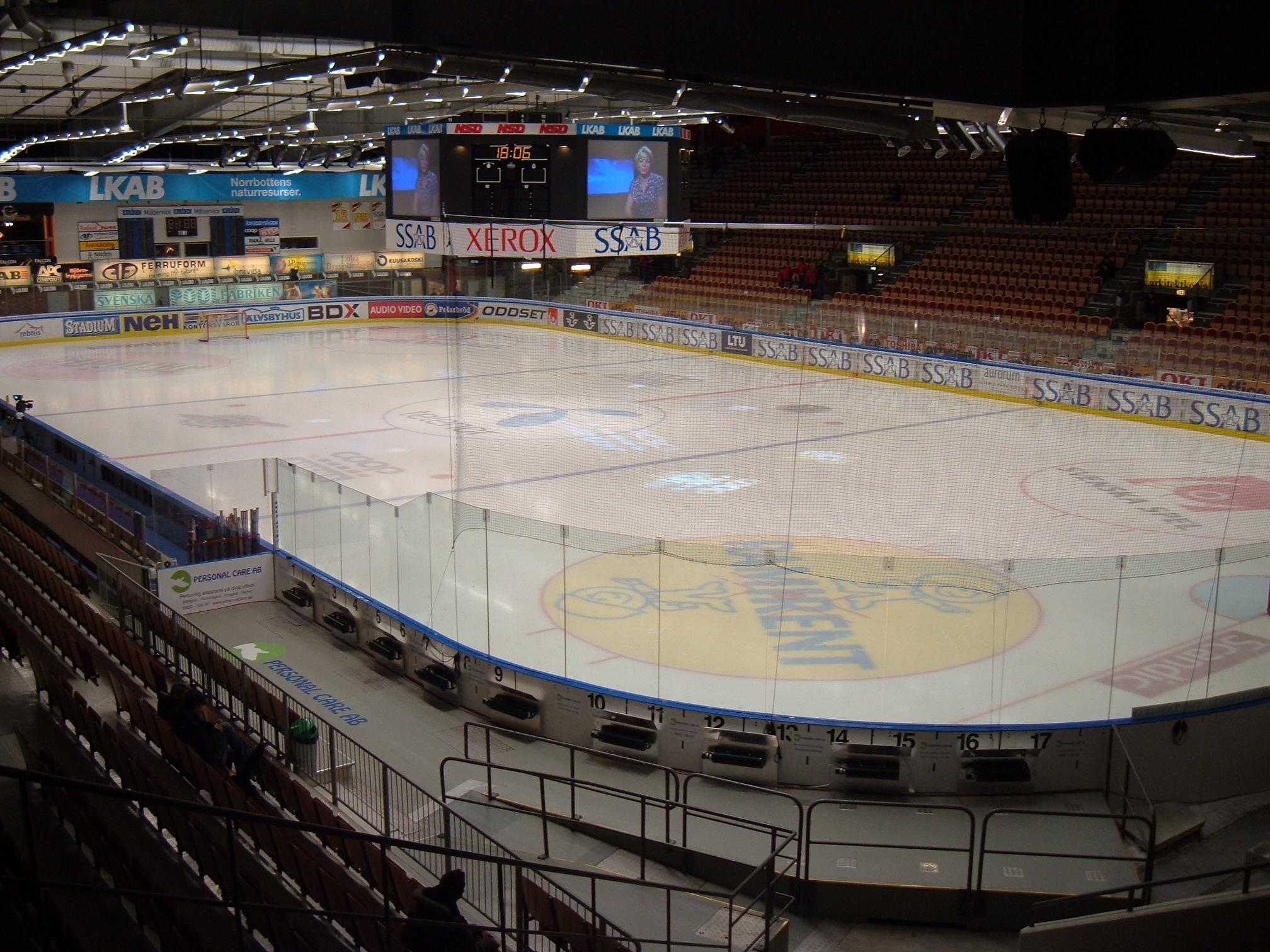
La Coop Arena, casa del Luleå HF.

Luleå è una città che possiede molte squadre impegnate in diversi sport.

### Calcio
- Bergnäsets AIK (Division 3 Norra Norrland)
- Ersnäs IF (Division 4 Norrbotten Södra)
- IFK Luleå (Division 1 Norra)
- Lira BK (Division 4 Norrbotten Norra)
- Luleå SK (Division 3 Norra Norrland)
- Notvikens IK (Division 3 Norra Norrland)

### Hockey su ghiaccio
- Luleå HF (SHL)

### Pallacanestro
- Basketball Club Luleå (Svenska basketligan), ha vinto campionati nazionali.

### Football americano
A Luleå ci sono anche alcuni club di football americano, tra cui il Luleå Eskimos.

## Shopping

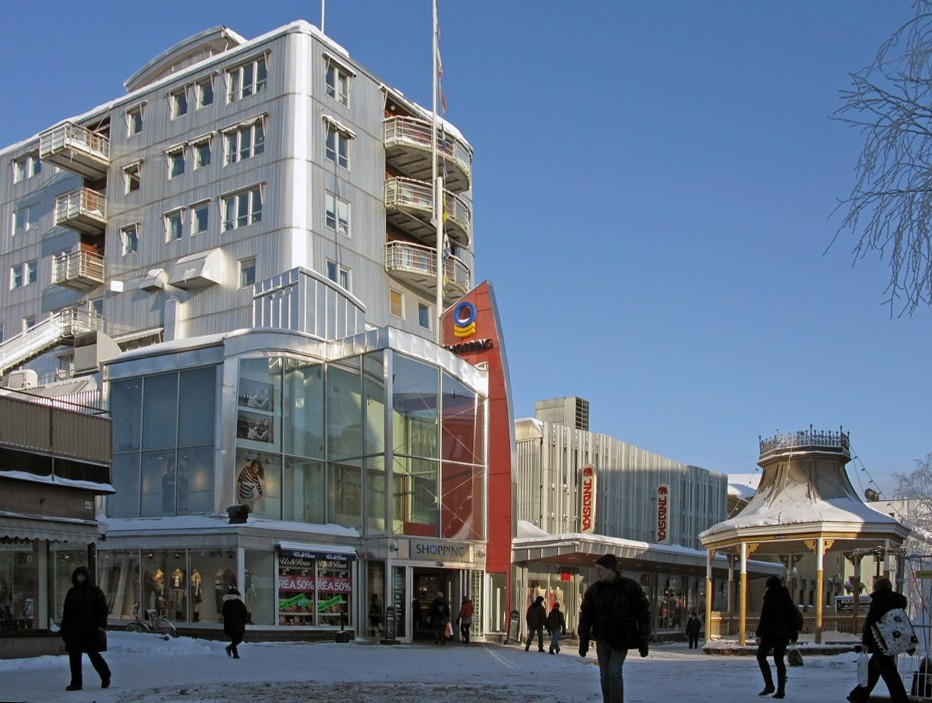
Il centro commerciale Shopping

A Luleå si trova uno dei più vecchi centri commerciali all'aperto del mondo, chiamato appunto "Shopping". Fu progettato dall'architetto Ralph Erskine e fu aperto nel 1955. Più recentemente sono stati costruiti altri tre centri commerciali: "Strand", "Smedjan" e "Folksamhuset". Le principali vie dello shopping sono lo "Storgatan" e il "Kungsgatan".

## Amministrazione

### Gemellaggi
- Kemi
- Tromsø, dal 1950
- Murmansk
- Zenica

## Galleria d'immagini

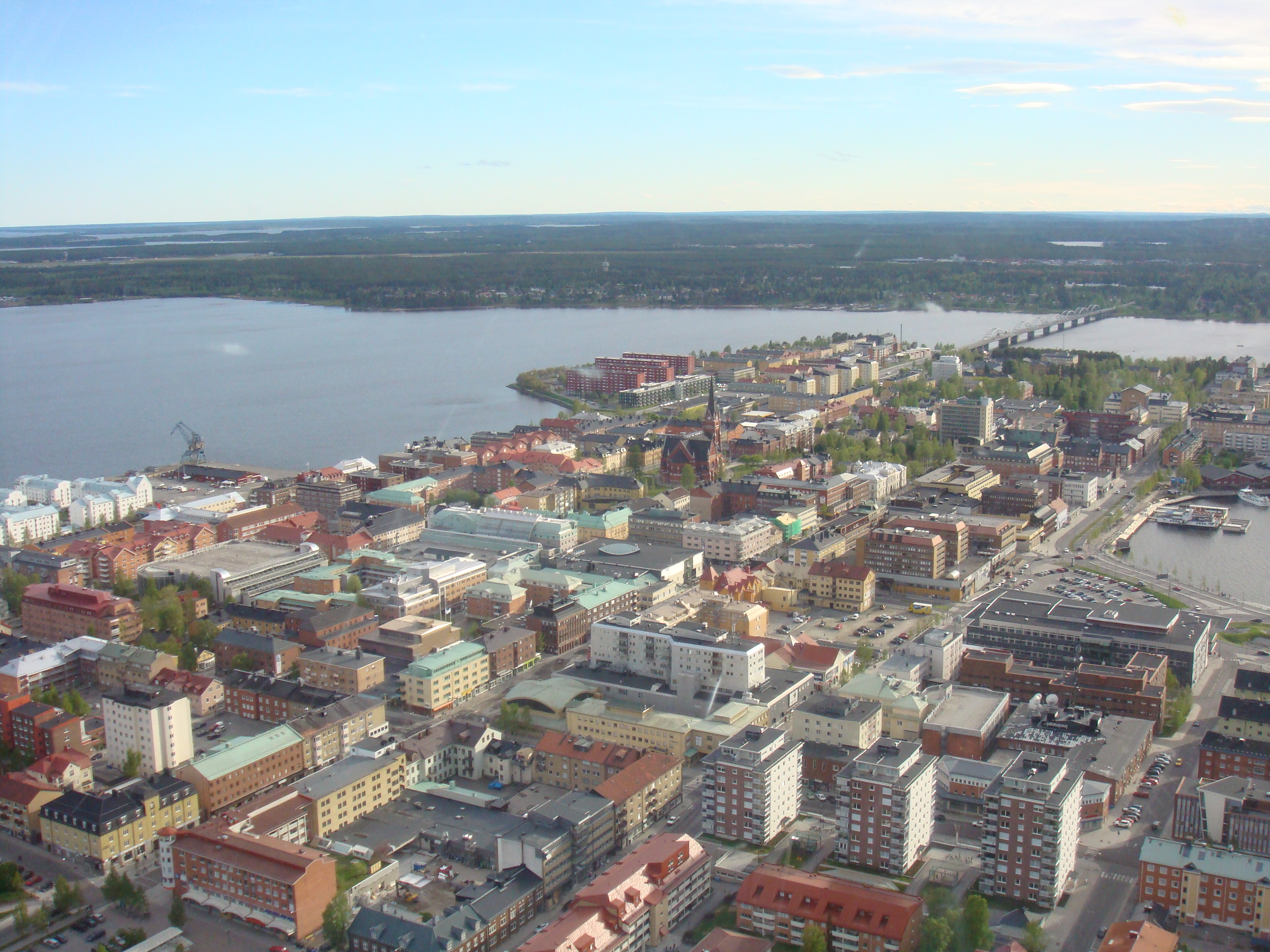
Veduta panoramica di Luleå.
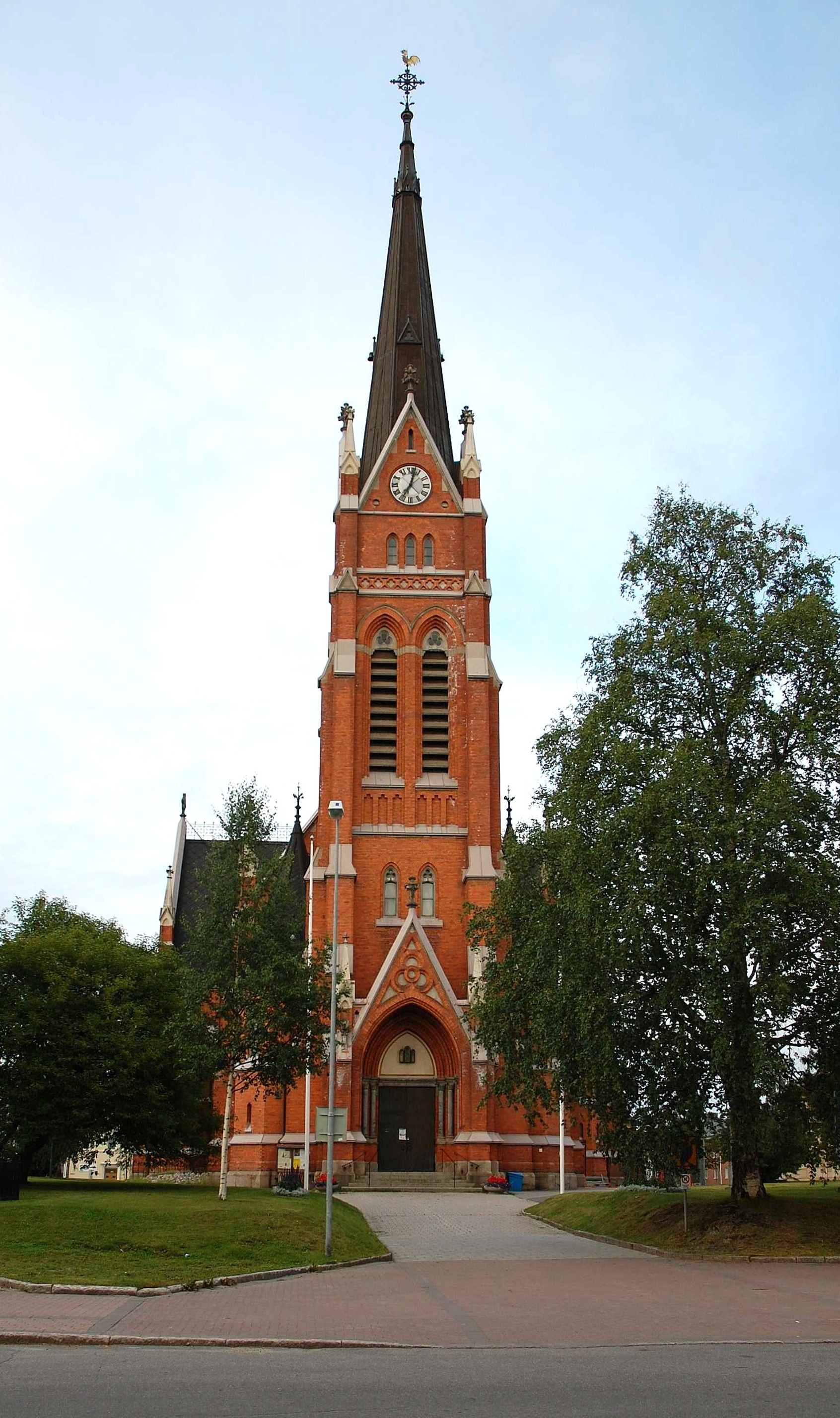
La Cattedrale di Luleå
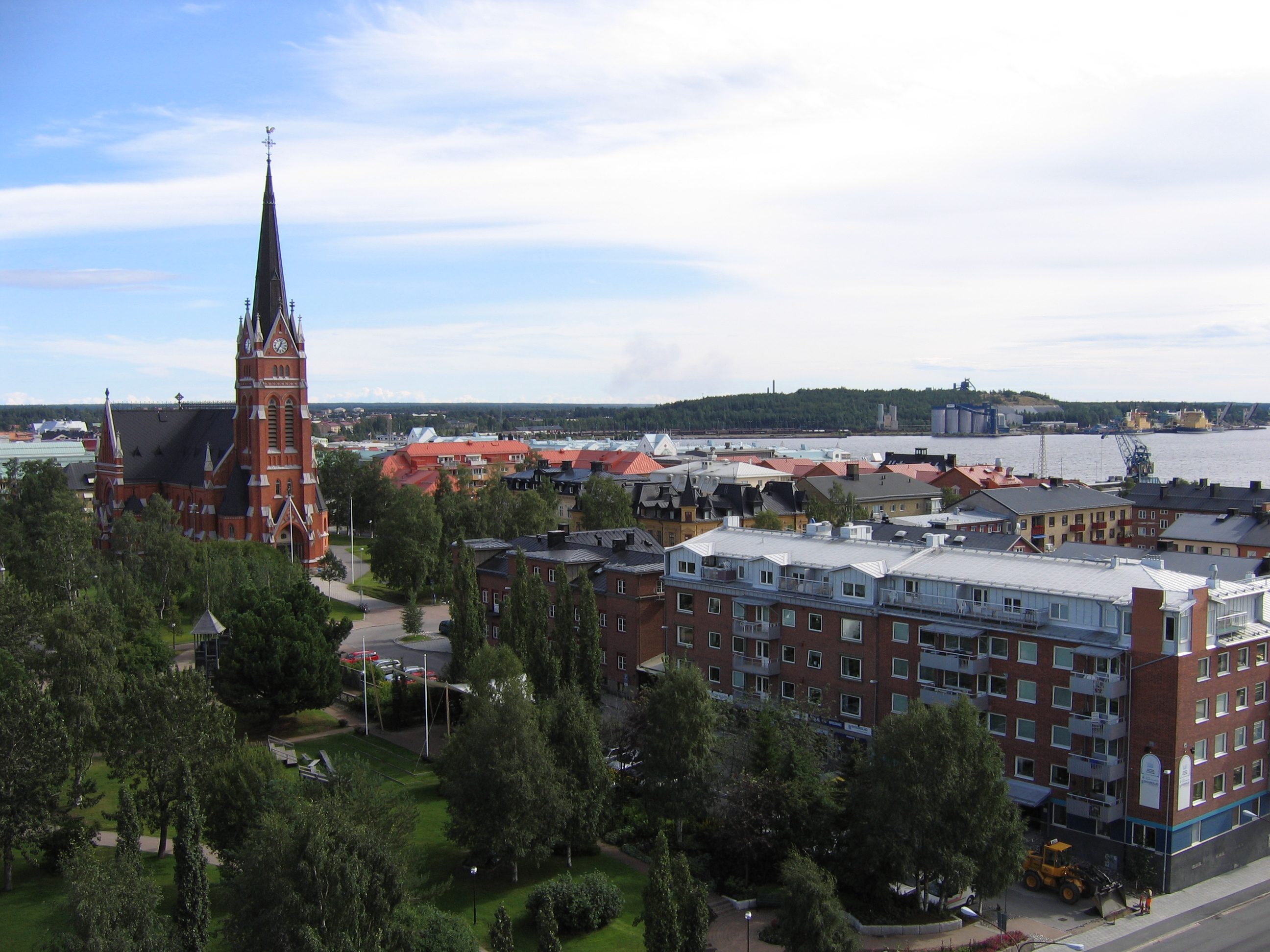
Altro panorama di Luleå, con la cattedrale sulla sinistra.
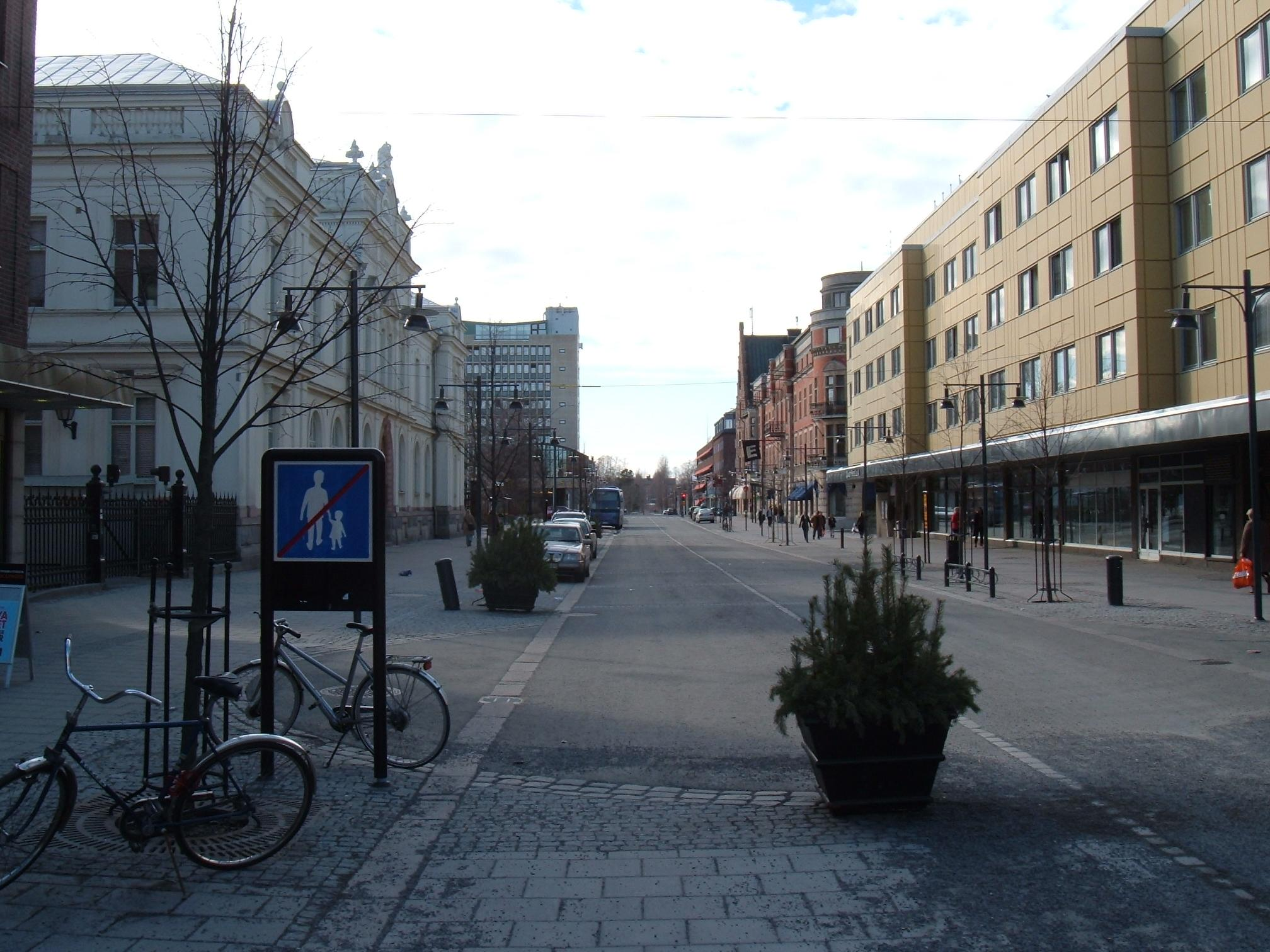
La "Storgatan", fulcro della città.
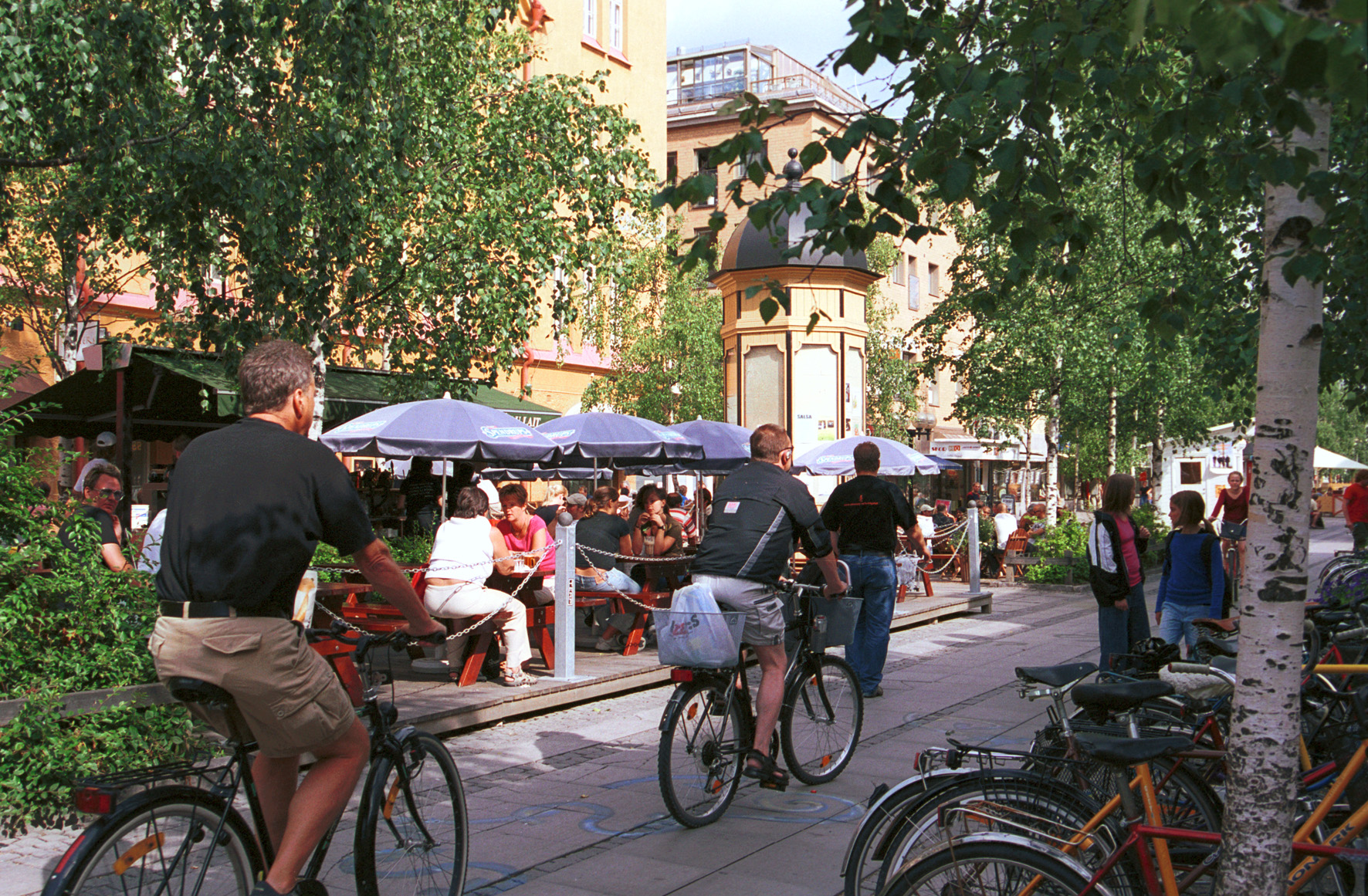
La "Storgatan" in estate.
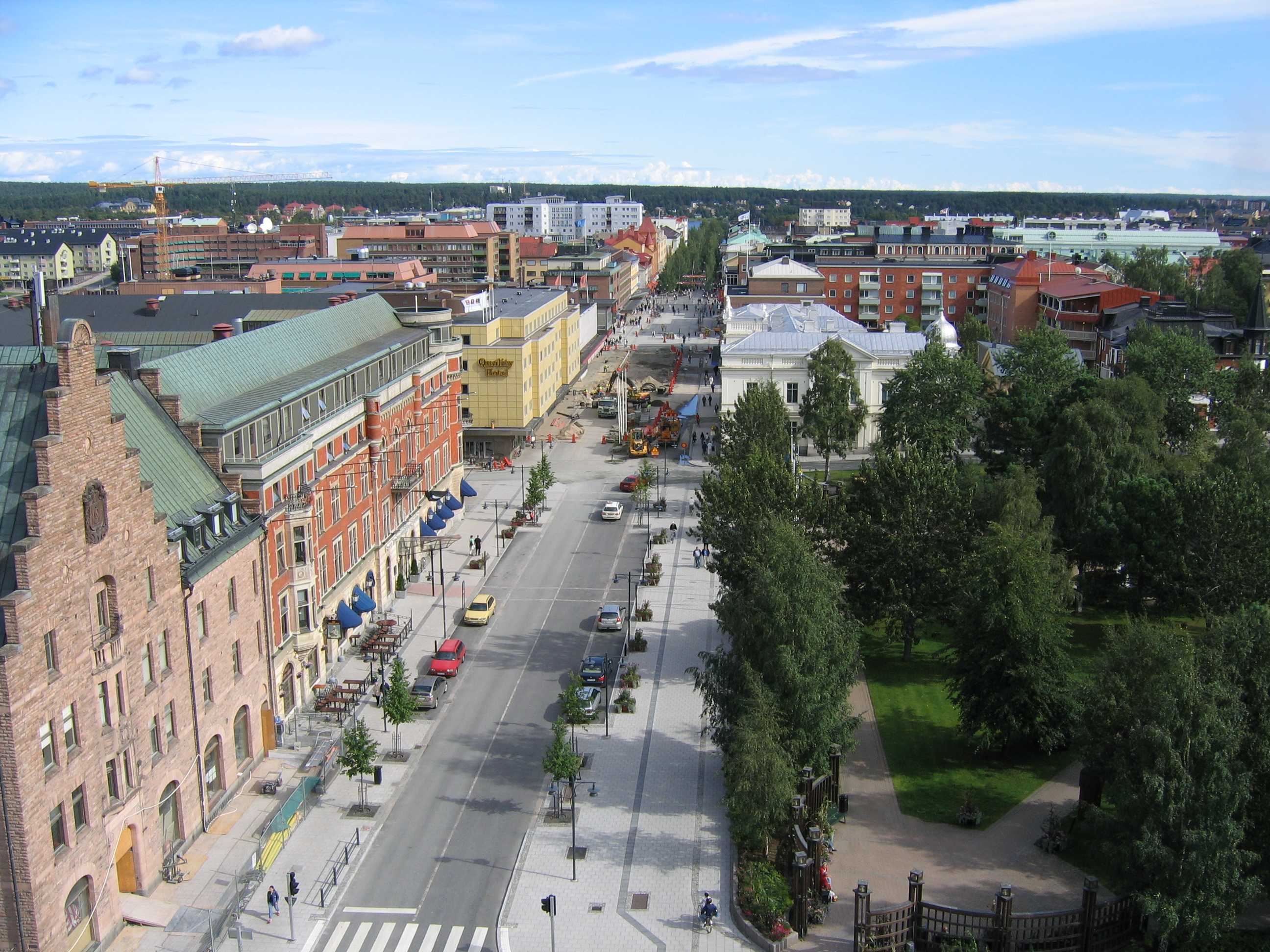
La "Storgatan" vista dal municipio.
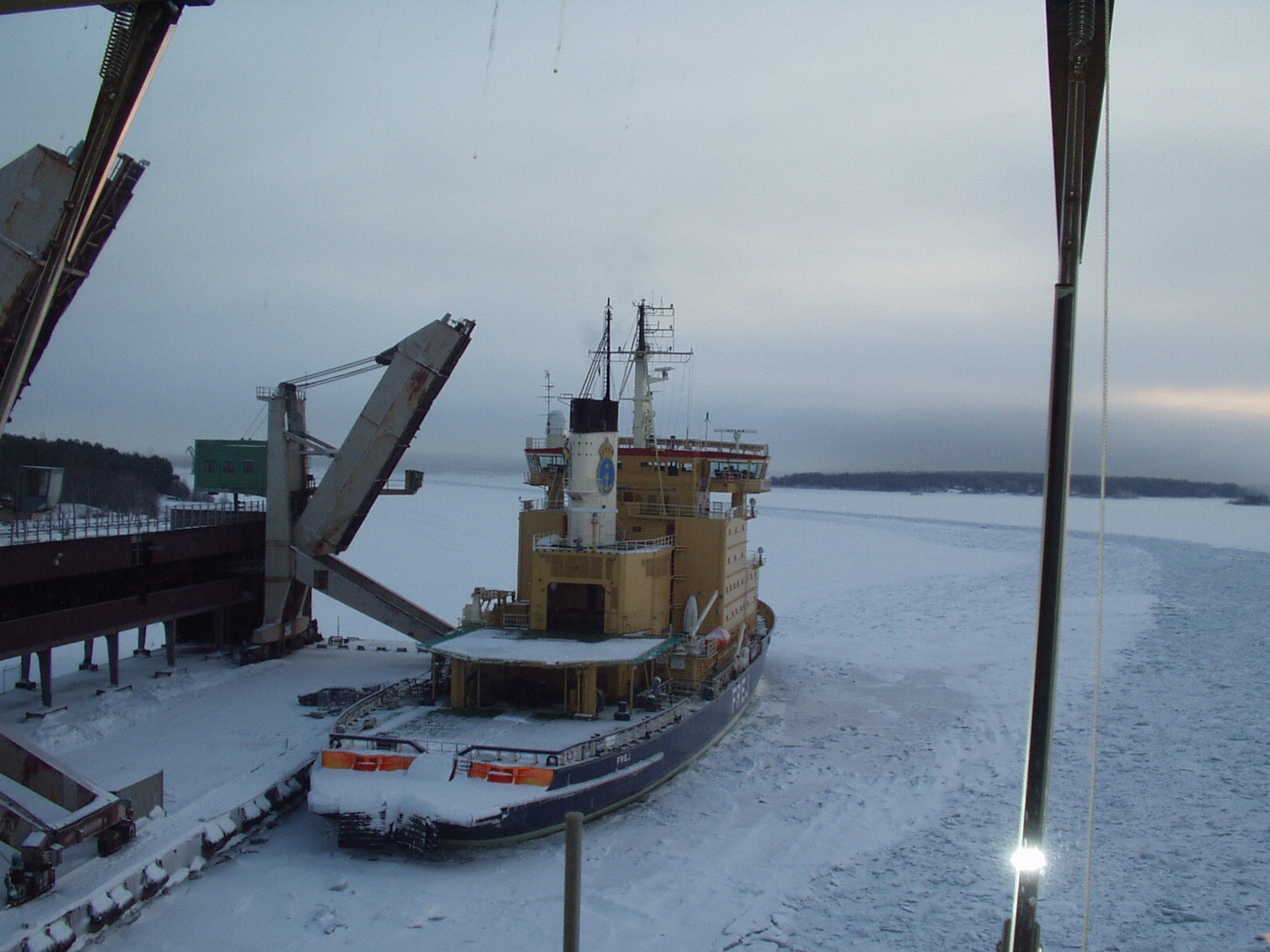
La nave rompighiaccio Frej al porto vecchio in inverno.
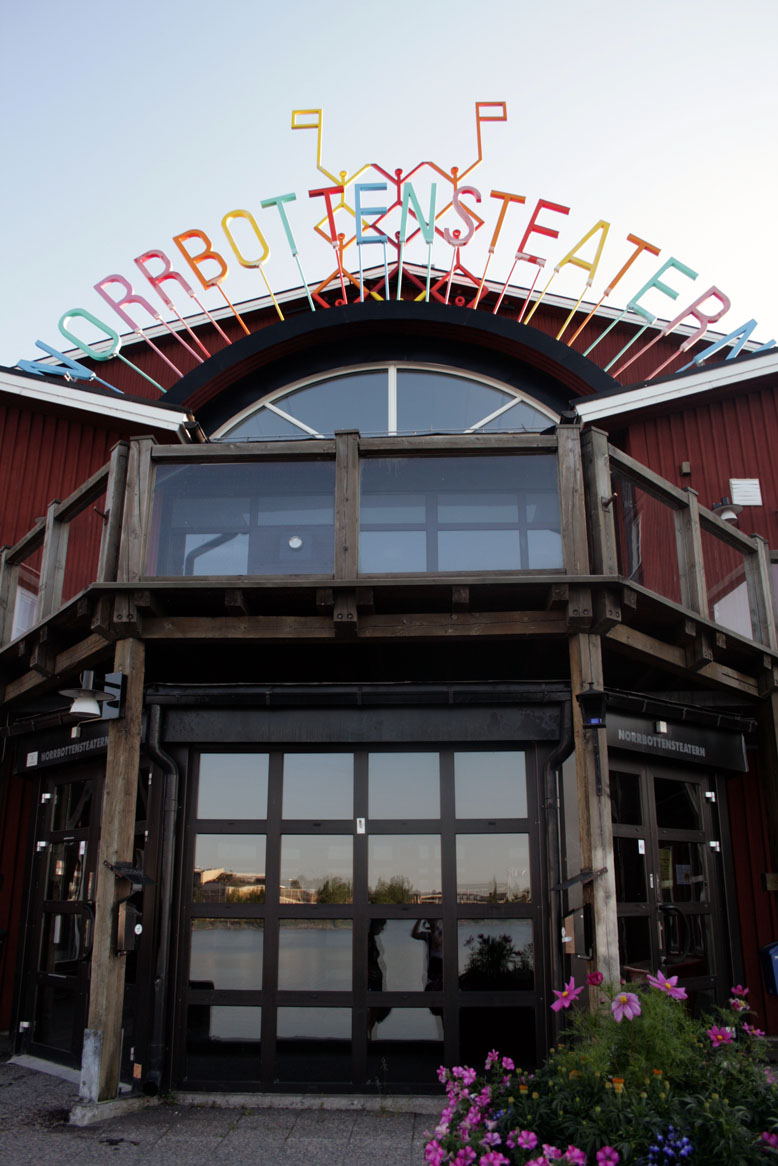
Ingresso del Norrbottensteatern, il teatro locale.